# Bispehue
 For alternative betydninger, se Bispehue (flertydig). (Se også artikler, som begynder med Bispehue)
En bispehue, også kaldet en mitra, en liturgisk hovedbeklædning, der fungerer som et værdighedstegn og symbol for biskoppen i mange af de kristne kirker. Det er en høj, spids hue af stivet stof, delt i to ved en tværgående kløft. På bagsiden er fæstnet to bånd (latin: infulae), der hænger ned over nakken på bæreren. Bispehuen er traditionelt hvid, men også gyldne huer eller huer med guldbesætning findes. En rød bispehue kan anvendes på bestemte dage. Bispehuen er et symbol på de flammer, der under den første kristne pinse viste sig over apostlenes hoveder. Den er dermed et tegn på biskoppernes apostoliske opgave at rådgive og støtte kirken.
Ud over biskopper og ærkebiskopper har nogle abbeder ret til at bære en bispehue. Paven (som er biskop af Rom) har, siden den pavelige krone blev anbragt på museum af Pave Paul 6., også båret en mitra.
Biskoppernes heraldiske våben præger ofte mitraer, på samme måde som adeliges eller kongeliges præges af kroner.